# Wehrgangkirche Lauterbach (Erzgebirge)

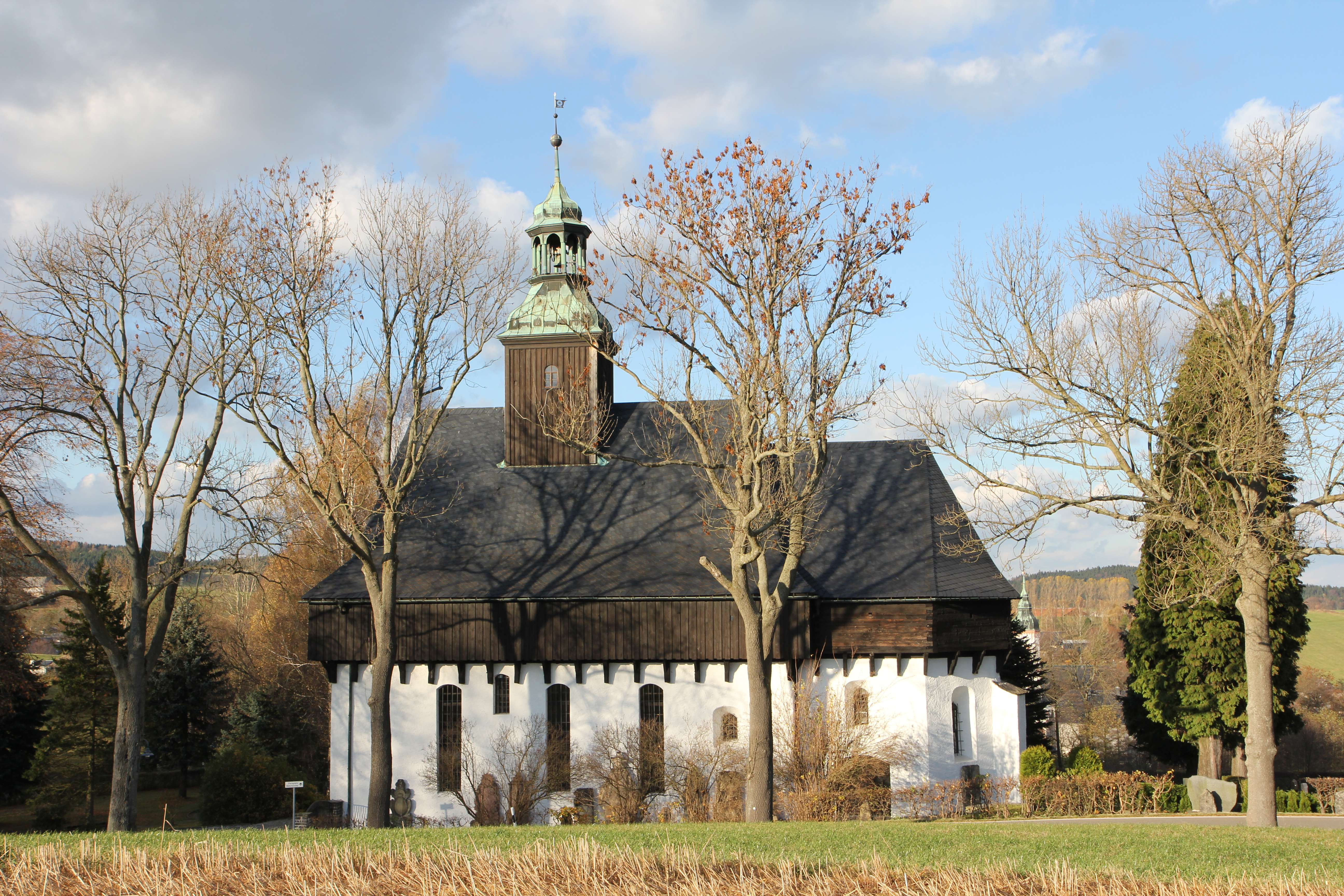
Wehrgangkirche Lauterbach, Ansicht von Süden

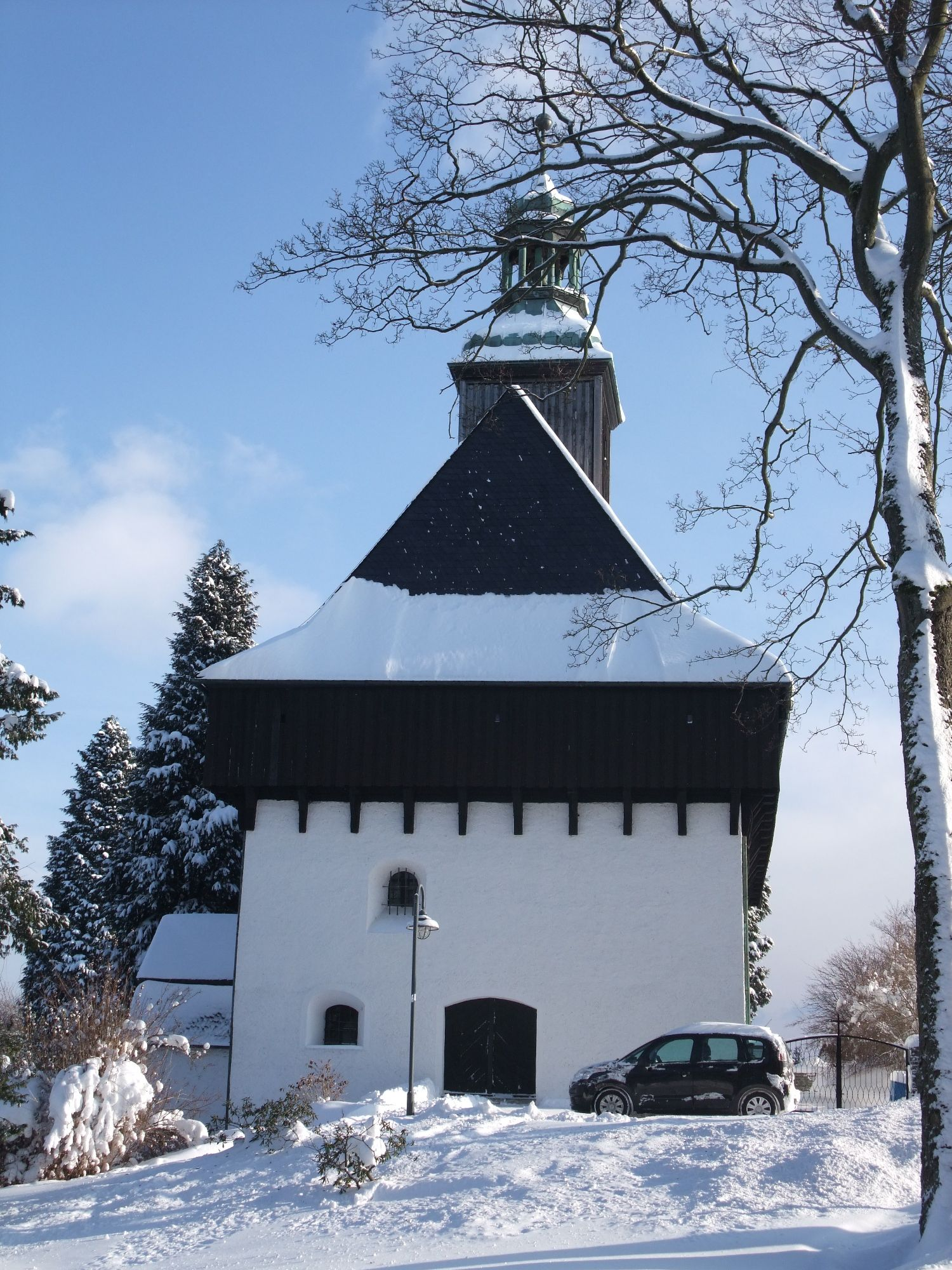
Ansicht von Westen

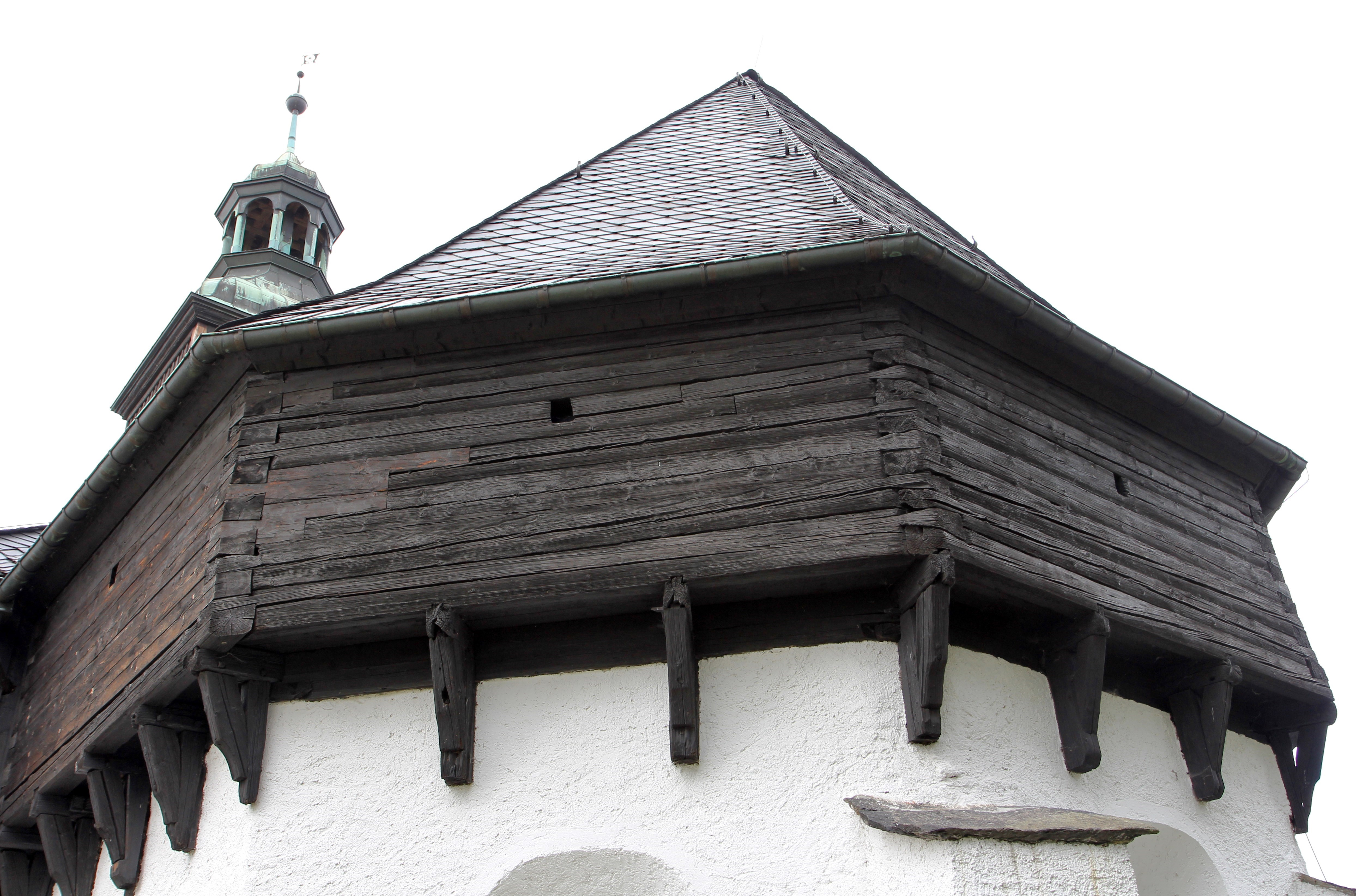
Hölzerner Wehrgang über dem Choranbau

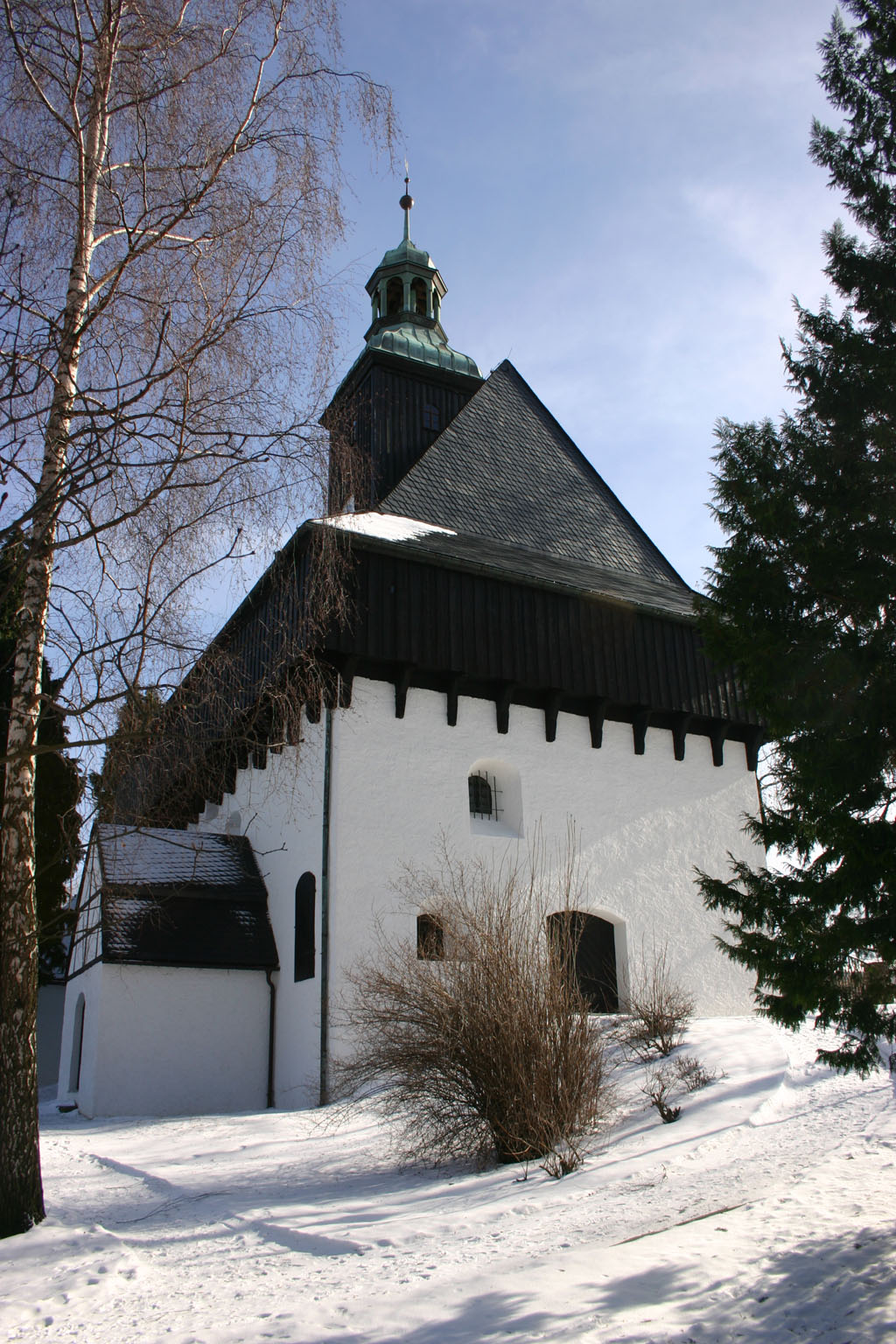
Ansicht mit seitlichem Anbau

Die Wehrkirche Lauterbach ist ein denkmalgeschütztes evangelisch-lutherisches Kirchengebäude in Lauterbach, einem Ortsteil von Marienberg im Erzgebirgskreis (Sachsen).

## Wehrkirche
In der Fachliteratur wird seit 1957 eine Gruppe von Wehrkirchen in den Orten Dörnthal, Großrückerswalde, Lauterbach und Mittelsaida, irrtümlich als Wehrgangkirche bezeichnet. Richtiger ist Wehrkirche, weil diese Kirchen keinen Wehrgang, sondern ein auf den steinernen Außenmauern ruhendes komplettes Blockbau-Wehrgeschoss aufweisen. Die Kirche gilt als eine der ältesten Kirchen in Sachsen. Die Gemeinde gehört zum Kirchenbezirk Marienberg.
Wehrkirchen wurden in der Regel auf Anhöhen errichtet, da Angriffe dort sicherer abgewehrt werden konnten. Bei den Erzgebirgischen Wehrgangkirchen wird das massive Untergeschoss von einem, zum Teil auch überkragenden, Aufbau überragt, der mit einer Balkenlage zum teilweise abgeschlossenen Wehrgang wird.

## Geschichte
Das Gebäude wurde in der Mitte des 14. Jahrhunderts wohl in der Größe des heutigen Langhauses errichtet, der Anbau des Chorraumes an der Ostseite erfolgte um 1500. Er schließt dreiseitig und hebt sich in Bezug auf Firsthöhe und Breite, augenfällig von dem rechteckigen Langhaus ab. Die drei Strebepfeiler an der Außenwand, deuten auf die ursprüngliche Absicht hin, den Chorraum einzuwölben. In den Jahren von 1618 bis 1623 wurden umfangreiche Renovierungen vorgenommen. Dabei wurde wohl auch eine Empore gebaut, deren Brüstung mit Darstellungen aus dem Neuen Testament versehen wurden.
Im Laufe der Jahrhunderte wurde die Kirche zu klein und baufällig, sie sollte abgebrochen werden. Auf Betreiben des sächsischen Denkmalschutzes beschloss man 1906 den Abbruch und Wiederaufbau als Begräbniskapelle, an der Straße nach Marienberg. Um einen originalen Wiederaufbau zu gewährleisten, wurden die Balken des Wehrganges und alle Konstruktionshölzer nummeriert. Einige dieser Kennzeichen sind im Dachgeschoss erhalten. Da ein großer Teil des Wehrganges verwittert war, wurden die schadhaften Balken und Bretter entfernt und durch neue ersetzt. Über dem Choranbau ist noch der alte, 1,85 Meter hohe Wehrgang erhalten. Seine Eckverbindungen sind schwalbenschwanzförmig.
Die mit den vier Evangelisten, den Zwölf Aposteln, Moses und Jesaia und der Darstellung der Dreieinigkeit geschmückte Kassettendecke besteht aus achteckigen und rechteckigen Feldern. Diese Decke ist an einem großen Längsbalken und durch verkeilte hängende an der Balkenlage der Decke befestigte Säulen aufgehängt. Nach umfangreichen Sanierungsarbeiten im Innenraum, wurde die Kirche im September 2004 wieder geweiht.

## Ausstattung
- Der spätgotische in Freiberg gebaute Flügelaltar zeigt geschnitzte Relieffiguren der Heiligen Georg, Barbara, Martin und Maria mit dem Jesuskind.[7]
- Die Christusfigur an dem Vortragekreuz aus Holz ist mit drei Lilien verziert.[8]

### Orgel
Die Orgel mit heute zehn Registern auf einem Manual und Pedal ist das Werk eines unbekannten Orgelbauers aus dem frühen 17. Jahrhundert. Sie wurde mehrfach umgebaut und wiederhergestellt, wobei der Zustand bis zur Wiederherstellung im Jahr 1957 durch Jehmlich als defekt oder unspielbar bezeichnet wurde. Die Disposition lautet heute:

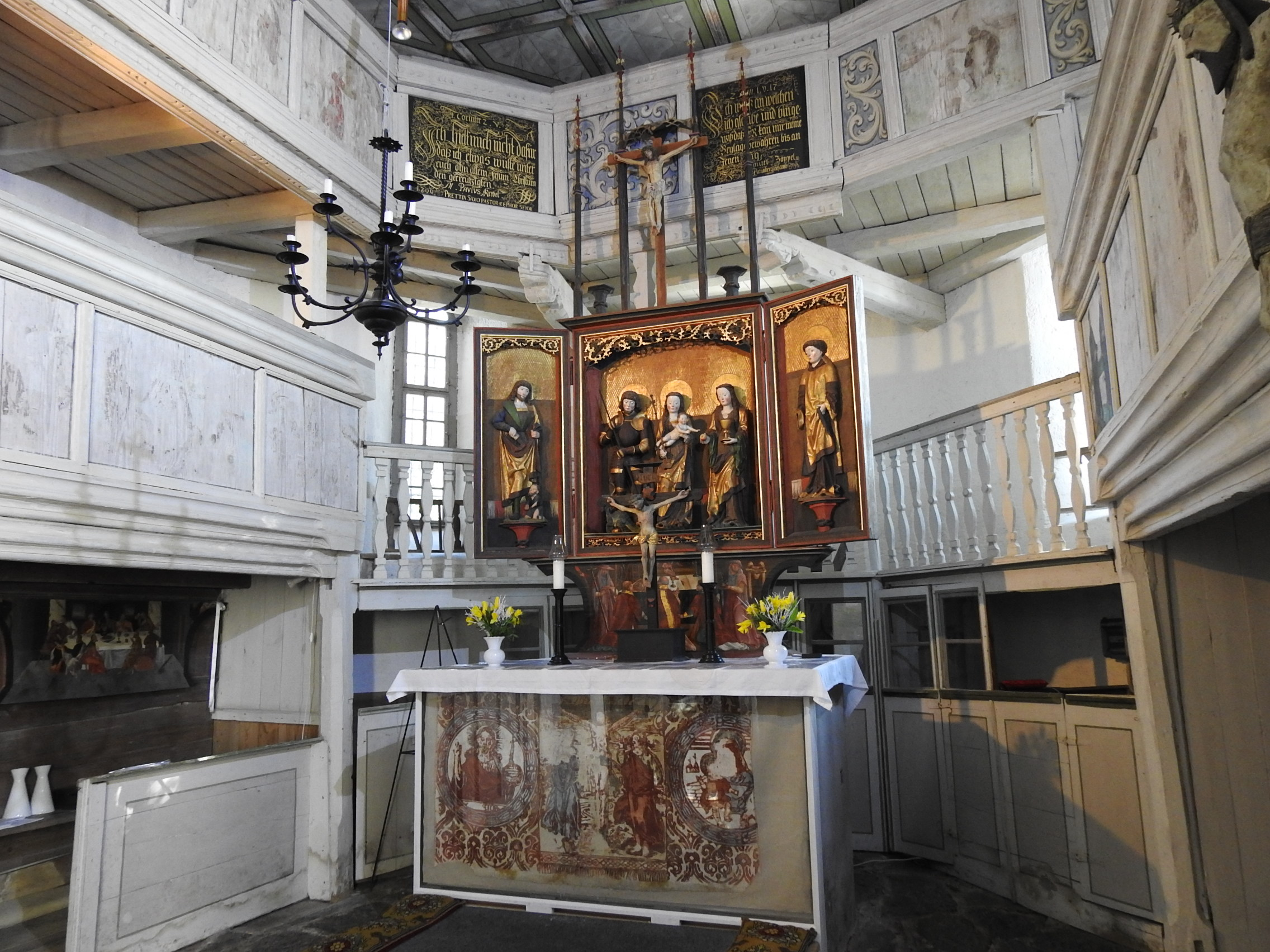
Altar
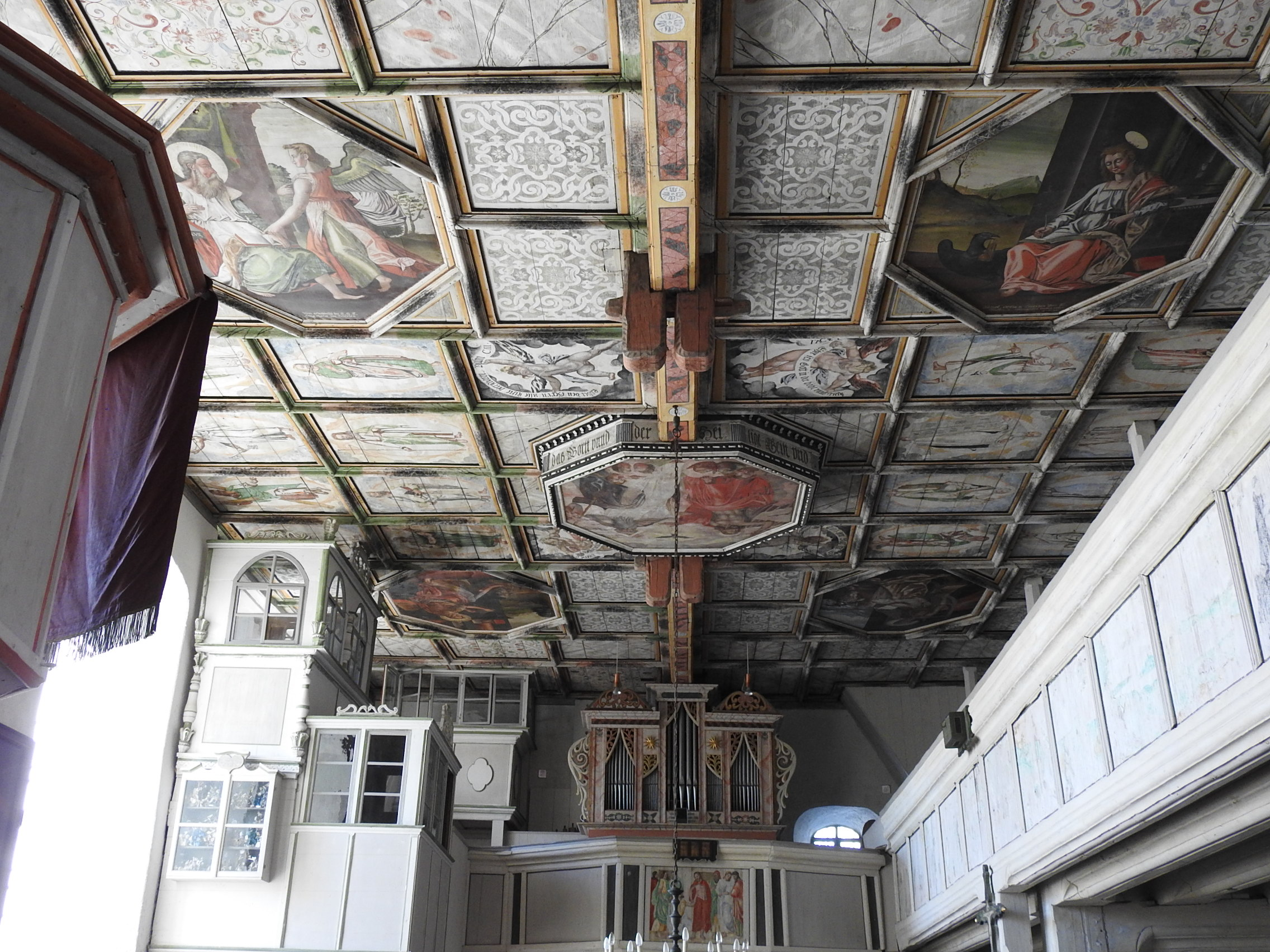
Deckengemälde
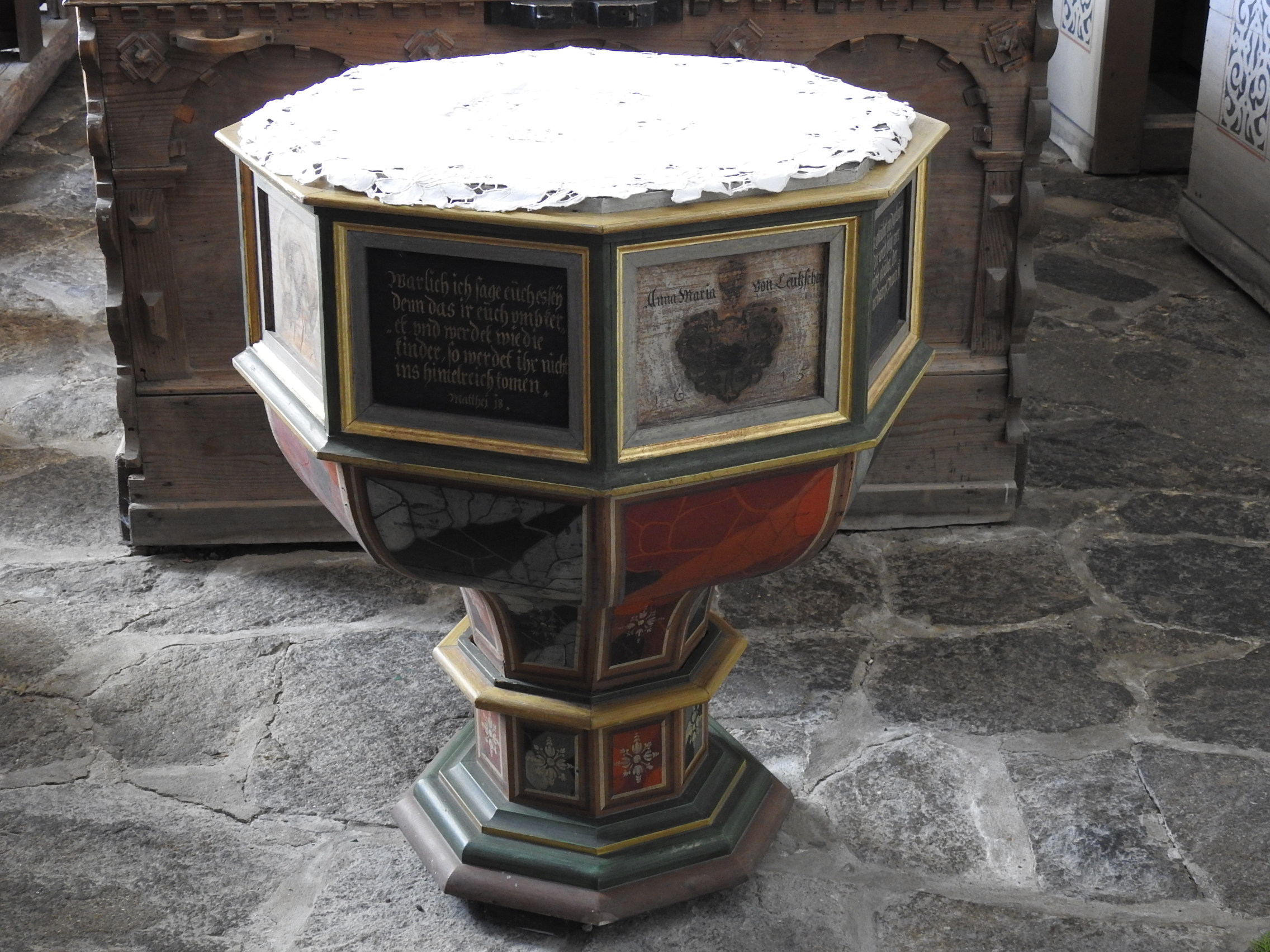
Taufbecken
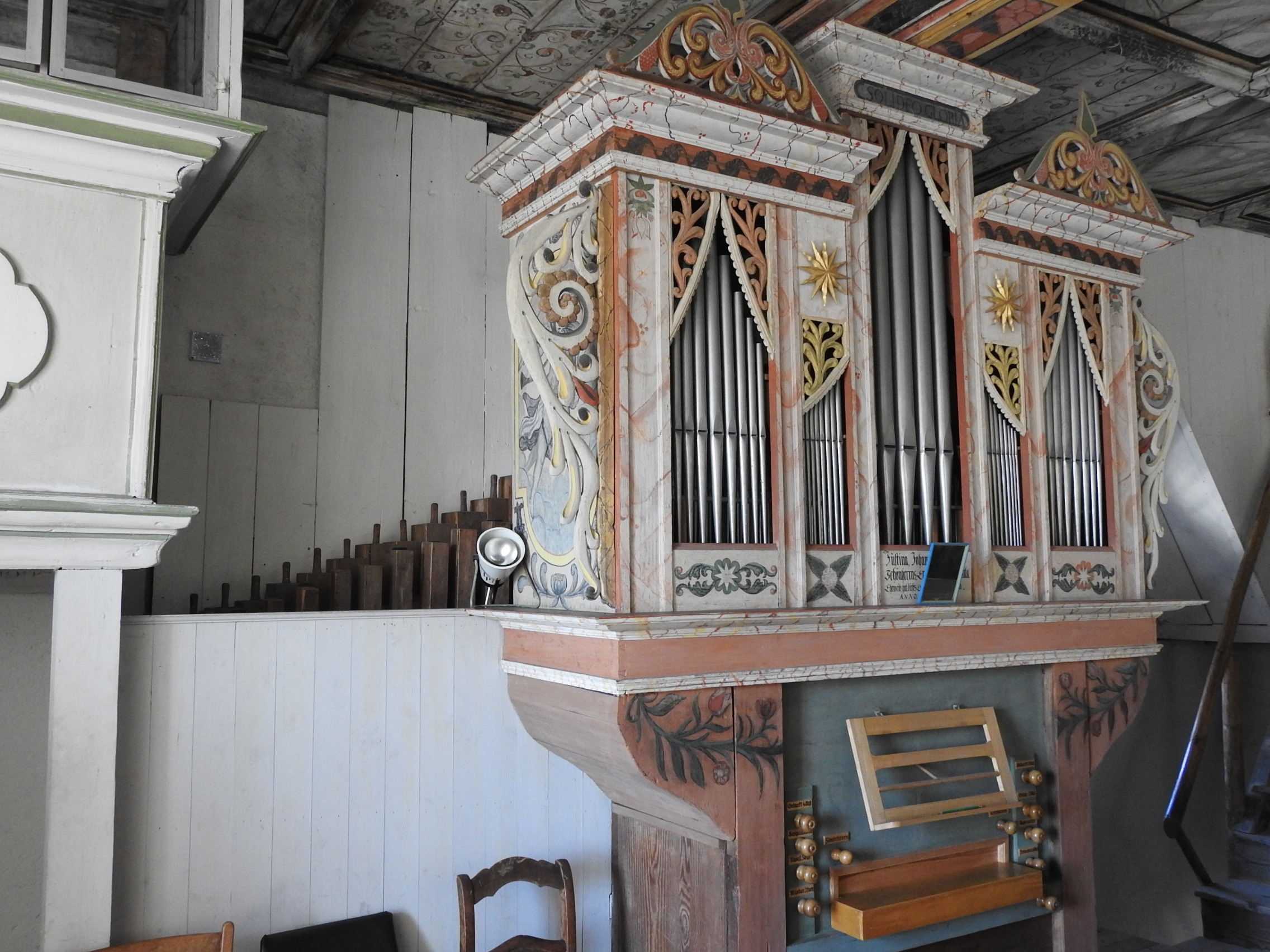
Orgel

| Manual CE–c3 |    |
| Principal    | 4′ |
| Mixtur II    |    |
| Superoctav   | 1′ |
| Nasat        | 3′ |
| Octav        | 2′ |
| Sesquialtera |    |
| Gedackt      | 8′ |
| Gedackt      | 4′ |

| Pedal CE–c1 |     |
| Octavenbaß  | 8′  |
| Subbaß      | 16′ |

Zimbelstern nicht erhalten.
- Altar
- Deckengemälde
- Taufbecken
- Orgel